# Думи і мрії
«Думи і мрії» — друга збірка поезій Лесі Українки, вийшла друком у Львові 1899 році. У її виданні брав участь В. Гнатюк.
До збірки ввійшли цикли: «Мелодії», «Невільничі пісні», «Відгуки» — поезії, написані у 1890-х роках та поеми «Давня казка» (1893) і «Роберт Брюс, король шотландський»(1893).

## Опис
Збірка вийшла через шість років після першої. Твори, які вміщені у «Думи і мрії» здебільшого вже публікувалися у періодиці, дістали високу оцінку літературної громадськості.
І. Франко після виходу збірки узагальнив:
|  | Від часів Шевченкового "Кобзаря" Україна не видала кращої збірки поетичних творів...Головною її силою є лірика і малюнки сцен і ситуацій, що випливають з ліричного настрою. Тут кожне її слово має силу і пластику, тут що не строфа, то мистецьке степенування поетичного шляху. |

Збірка готувалася до друку і була видана тоді, коли поетеса перебувала на лікуванні у Криму, Берліні та інших далеких від Львова місцях, але Леся пильно стежила за всіма етапами народження книги.

## Поезії і поетичні цикли
Збірка поділена на чотири розділи:

І. «Поеми» (1893)

ІІ. «Мелодії» (1893—1894)

ІІІ. «Невільничі пісні» (1895—1896)

IV. «Відгуки» (1896—1899)
- Поеми
  - «Давня казка»
  - «Роберт Брюс, король шотландський»
- Мелодії
  - «Нічка тиха і темна була»
  - «Не співайте мені сеї пісні…»
  - «Горить моє серце, його запалила…»
  - «Знов весна і знов надії…»
  - «Дивлюсь я на яснії зорі…»
  - «Стояла я і слухала весну…»
  - «Хотіла б я піснею стати…»
  - Перемога
  - До музи
  - «То була тиха ніч чарівниця…»
  - Давня весна
  - «У чорную хмару зібралася туга моя…»
- Невільничі пісні
  - Мати-невільниця
  - «І все-таки до тебе думка лине…»
  - Ворогам
  - Північні думи
  - До товаришів
  - Поет під час облоги
  - Товаришці на спомин
  - Грішниця
  - Хвилина розпачу
  - «О, знаю я, багато ще промчить…»
  - Ангел помсти
  - Fiat nox!
  - На вічну пам'ять листочкові, спаленому приятельською рукою в непевні часи
  - «Слово, чому ти не твердая криця…»
- Відгуки
  - Відгуки
  - Єврейська мелодія
  - Ave regina!
  - To be or not to be?..
  - З пропащих років
  - «Я знаю, так, се хворії примари…»
  - «Обгорта мене туга, болить голова…»
- До товариша
- «Як дитиною, бувало…»
- Романс
- Кримські відгуки
  - Імпровізація
  - Уривки з листа
  - Східна мелодія
  - Мрії
  - Зимова ніч на чужині
  - Іфігенія в Тавріді
  - Весна зимова
- «Порвалася нескінчена розмова…»
- У пустині
- На столітній ювілей української літератури
- Зоря поезії
- Поворіт
- Забута тінь